# Erysiphe scholzii
Erysiphe scholzii är en svampart som beskrevs av U. Braun & Bolay 2005. Erysiphe scholzii ingår i släktet Erysiphe och familjen Erysiphaceae.   Inga underarter finns listade i Catalogue of Life.